# لودوفيك سيلفستر
لودوفيك سيلفستر (ولد في 5 شباط / فبراير 1984) هو لاعب كرة قدم فرنسي محترف سابق، لعب في خط الوسط. وهو المدير الرياضي لنادي النجم الأحمر.

## روابط خارجية
- لودوفيك سيلفستر على موقع الاتحاد الأوربي (الإنجليزية)
- لودوفيك سيلفستر على موقع اتحاد تركيا (لاعب) (الإنجليزية)
- لودوفيك سيلفستر على موقع قاعدة بيانات كرة القدم.إي يو (الإنجليزية)
- لودوفيك سيلفستر على موقع ليكيب (الفرنسية)
- لودوفيك سيلفستر على موقع Soccerbase.com (لاعب) (الإنجليزية)
- لودوفيك سيلفستر على موقع Soccerway.com (الإنجليزية)
- لودوفيك سيلفستر على موقع عالم كرة القدم.نت (الإنجليزية)